# Тери Вертс
Тери Вертс млађи (енгл. Terry W. Virts, Jr.; Балтимор, 1. децембар 1967) је астронаут агенције НАСА и пуковник Америчког ратног ваздухопловства.

## Младост и образовање
Рођен је 1967. године у Балтимору (савезна држава Мериленд), али за свој родни град сматра Коламбију (такође Мериленд). Средњу школу завршио је 1985. године у Коламбији. Дипломирао је 1989. на Академији АРВ-а – математички смер (уз француски језик). Затим је 1997. одбранио мастер рад у области аеронаутике. Док је похађао академију боравио је у Француској на размени студената – похађао је школу за пилоте Француског ратног ваздухопловства.

## Војна каријера
По завршетку академије прошао је основну летачку обуку у Аризони, а затим и напредну обуку за ловце у Новом Мексику. Затим је завршио обуку на ловцима F-16 на Флориди, где је и служио пар година. Потом је прекомандован у Јужну Кореју, а после тога у Немачку. Веиртс је 1997. позван у школу опитних пилота у Калифорнији. Када је у њој дипломирао постао је експериментални тест пилот на ловцима F-16. Укупно је сакупио преко 3.000 сати летења на 40 различитих типова ваздухоплова.

## НАСА
НАСА га је изабрала за пилота у јулу 2000, а обуку је званично започео у августу. Први пут полетео је у свемир 8. фебруара 2010. у спејс-шатлуа СТС-130 (орбитер Ендевор) и тада је у свемиру провео 14 дана градећи са посадом МСС.
Следећи пут полетео је у свемир 23. новембра 2014. руском летелицом Сојуз ТМА-15М ка МСС са космодрома Бајконур. Чланови посаде су још били Антон Шкаплеров и Саманта Кристофорети. Летелица Сојуз успешно се спојила са МСС шест сати након полетања. Вертс је био члан Експедиције 42/43, и током овог лета укупно је у свемиру провео скоро 200 дана.
На дан 28. фебруара 2015, након што је сазнао да је преминуо Ленард Нимој, доктор Спок из серијала Звездане стазе, Тери Вертс је путем Твитера поделио фотографију Вулканског поздрава (који је Нимој глумећи Спока смислио као поздрав мира и дугог живота ванземаљског бића) док је МСС летела изнад Бостона, града где је Нимој живео своје последње дане.
Вертс је у марту 2015. од колеге Берија Вилмора преузео команду над Експедицијом 43. Вертс се на Земљу вратио 11. јуна 2015. када се капсула Сојуз приземљила у казахстану.
Од 2015. ради у Хјустону као комуникатор са посадама свемирским летелица.